# Jan Procházka (spisovatel)
Jan Procházka (4. února 1929 Ivančice – 20. února 1971 Praha) byl český spisovatel a scenárista; jeden z hlavních protagonistů Pražského jara, v 60. letech vedoucí dramaturgické skupiny Filmového studia Barrandov. Po invazi vojsk Varšavské smlouvy v roce 1968 zakázaný autor. Zemřel předčasně bezprostředně po mediálním lynči organizovaném StB a Československou televizí. Jan Procházka je otcem spisovatelek Ivy Procházkové a Lenky Procházkové a dědou spisovatelky Cecílie Jílkové a režisérky Mariy Procházkové.

## Životopis
Jan Procházka pocházel ze selské rodiny. Vystudoval Vyšší rolnickou školu v Olomouci a po studiu nastoupil v pohraničí jako vedoucí Státního statku mládeže v Ondrášově na Bruntálsku (1945–1949). Zkušenosti z této doby zpracoval ve své knize Zelené obzory. O rok později odešel do Prahy, kde v rámci Československého svazu mládeže organizoval mládežnické brigády do pohraničí. Prostředí pohraničí inspirovalo také jeho nejslavnější román Přestřelka.
Jako pracovník aparátu ČSM působil nejprve na zemědělském referátu krajského, brzy poté Ústředního výboru Československého svazu mládeže (1950–1959). V roce 1956 napsal svou první knihu. V roce 1959 se stal dramaturgem a scenáristou Filmového studia Barrandov. Na přelomu 50. a 60. let byl členem ÚV ČSM. Pomáhal Bohumilu Hrabalovi, Arnoštu Lustigovi, stál za vznikem filmů jako Démanty noci nebo Sedmikrásky, přestože poetika Věry Chytilové nebyla Procházkovi blízká, ale „jako umělkyně má právo mluvit“, říkal. „Byl protektorem naší generace,“ vystihl jednu z tehdejších Procházkových rolí režisér Jan Němec.
Vůči KSČ začal být kritický v roce 1956, když bylo potlačeno protikomunistické maďarské povstání. V letech 1962–1967 byl kandidátem ÚV KSČ a členem ideologické komise (1963–1966). V těchto letech také začal publikovat politické texty kritizující cenzuru a nedemokratické poměry v Československu.
V letech 1968–1969 zastával funkci místopředsedy Svazu československých spisovatelů. Po názorovém rozchodu s prezidentem Antonínem Novotným v roce 1967 patřil k tzv. „reformnímu“ křídlu KSČ a stal se jedním z hlavních pravicověji smýšlejících protagonistů Pražského jara.

## Pražské jaro
Na IV. sjezdu Svazu čs. spisovatelů v červnu 1967 zazněla z úst těchto protagonistů kritika režimu, což mělo následky. Z KSČ byli okamžitě vyloučeni kriticky vystupující literáti Ivan Klíma, A. J. Liehm a nejostřejší kritik, který navrhoval cílení na změnu tehdejší socialistické Ústavy, Ludvík Vaculík. Pavel Kohout dostal důtku s výstrahou a s Milanem Kunderou bylo zahájeno disciplinární šetření. Procházka, který svým projevem Sjezd poslední den uzavíral, byl okamžitě vyloučen z ústředního výboru strany; toto vyloučení spisovatelů komentovala i západní média.
Jedním z nejvýznamnějších reformních počinů Pražského jara bylo uvolnění cenzury v únoru 1968 a její úplné zrušení 4. března (cenzura byla zrušena vůbec poprvé v české historii). 13. března 1968 se konal mítink s názvem Mladí se ptají na minulost, přítomnost a budoucnost v pražském Slovanském domě, kde pražská mládež kladla představitelům veřejného života odvážné dotazy vztahující se k politice KSČ. Na této tzv. veřejné diskusi Procházka prohlásil, že "volby jsou jako opereta, kdy za celou rodinu může volit pes dingo", že "je nelogické, aby člověk, který se tak dlouho učí mluvit, nakonec hovořit nesměl", mluvil o svobodné výměně názorů a o cestě do Evropy. Sovětská média ho nazvala "propagátorem protisocialistických a protisovětských názorů" a Moskevský deník Literaturnaja gazeta napadl Procházku za jeho tvrzení, že "kolektivizace zemědělství byla chybou". V dalším článku ho označil za "antisocialistického" spisovatele, který usiluje o odtržení země od sovětského bloku.

### Pronásledování StB
Reakcí na Pražské jaro byla invaze vojsk Varšavské smlouvy a okupace Československa. Aktéři Pražského jara byli pronásledováni režimem a byli připravovány politické procesy. Po vyloučení z Ústředního výboru v roce 1967 byl Procházka v únoru 1970 vyloučen také ze strany. Stejný den byl vyloučen i šéf svazu filmových a televizních umělců Ludvík Pacovský. Novinář Jiří Lederer byl zatčen. Po dezinformační kampani StB pod jménem Svědectví od Seiny, namířené proti Procházkovi a dalším, se Procházky zastal v otevřeném dopise generálnímu prokurátorovi spisovatel a novinář Ludvík Vaculík a označil materiál šířený Československou televizí, Československým rozhlasem, deníkem Rudé právo a dalšími novinami za střihovou montáž.

### Zákaz tvorby
Spolu se začátkem období normalizace byla veškerá Procházkova tvorba z politických důvodů zakázána a filmy, které byly podle jeho scénářů natočeny, neobsahovaly v titulcích jeho jméno (např. Už zase skáču přes kaluže, Páni kluci). Mezi jeho další scénáře patří Kočár do Vídně, který napsal spolu s Karlem Kachyňou, ten ho také v roce 1966 natočil. Další film Ucho skončil v trezoru a směl být promítán až po sametové revoluci v roce 1989.

### Předčasné úmrtí
Jan Procházka zemřel krátce po štvavé kampani StB a státních médií na rakovinu tlustého střeva. Jednou z 500 osob, které se dostavily na pohřeb Jana Procházky, který ostře sledovala StB a mnoho umělců se na něj tedy neodvážilo přijít, byl Ludvík Vaculík. Vaculík byl také jedním z mužů, kteří na pohřbu nesli Procházkovu rakev. Pohřbu se také zúčastnil např. kameraman Stanislav Milota (Spalovač mrtvol), jehož kariéru to výrazně poznamenalo. Dcera Jana Procházky Lenka Procházková nesměla dokončit studium na katedře žurnalistiky fakulty sociálních věd Univerzity Karlovy a musela přestoupit na Filozofickou fakultu. Po promoci nesměla publikovat ani vykonávat žádnou práci v oboru a následujících dvanáct let pracovala jako uklízečka v Národním divadle (budova Tylova divadla).

## Próza
- Zelené obzory – mladý agronom musí řešit v pohraničí problémy s místními lidmi, ale také své vlastní citové
- Přestřelka – moravské pohraničí, milostný vztah mladého pohraničníka a stíhání ilegálních uprchlíků
- Politika pro každého – publicistická kniha, zobrazující negativní jevy ve společnosti, v době normalizace hodně čtena studenty
- Tři panny a Magdaléna – Čtyři scénáře k úspěšným filmům (Vysoká zeď, Trápení, Závrať, Naděje), které autor převedl na novely a příběhy nazval jmény jejich hrdinek. Zachytil v nich s neobyčejnou znalostí ženské duše „citové procitání na rozcestí puberty“ v prvních dvou (Jitka, Lenka), probouzející se ženství v postavě studentky ve třetí (Božena) a drama ženy, prošlé úskalími manželství, ve čtvrté (Magdalena).
- Ucho – filmová povídka o odposleších v 50. letech, které se nevyhýbaly ani komunistické smetánce. Pomocí krátkých, úderných vět vykresluje atmosféru strachu, která postihla dům náměstka ministra. Ministra Košaru zatkli a v noci hrůzy jeho náměstek Ludvík očekává tajnou policii. Povídka byla zfilmována Karlem Kachyňou a patřila mezi nejdůkladněji uložené trezorové filmy; na veřejnost se dostala až roku 1990. V roce 2015 makedonský režisér Ivo Trajkov (který vystudoval na FAMU) natočil film Medena Nok (Noc bezMoci) podle této povídky Ucho.[23]
- Ať žije republika (1965), zfilmován téhož roku
- Kočár do Vídně (1966), zfilmován téhož roku
- Svatá noc (1966) – psychologická drobnokresba, ve které se střetávají dva světy víry – křesťanské a komunistické –, zfilmován jako Noc nevěsty v roce 1967.

Další filmy podle scénářů Jana Procházky: Vysoká zeď, Trápení, Závrať, Naděje, Na kometě, Už zase skáču přes kaluže, Páni kluci, Městem chodí Mikuláš, Kráva.